# Los Lonely Boys
Los Lonely Boys est une formation musicale originaire de San Angelo, au Texas, qui interprète dans le style rock Tex-Mex, qui incorpore quelques sonorités de blues, de soul, de country, et de musique Tejano.  

Le groupe est composé des trois frères: Henry, Jojo, and Ringo Garza qui perpétue le style de leur père  Ringo Garza Sr., qui appartenait au groupe The Falcones dans les années 1970 et 1980.

## Membres de cette formation
- Henry Garza (né le 14 mai 1978 ; guitare, harmonica, voix)
- JoJo Garza (né le  4 juin 1980 ; basse, guitare basse, voix)
- Ringo Garza (né le 29 novembre 1981 ; percussions et voix)

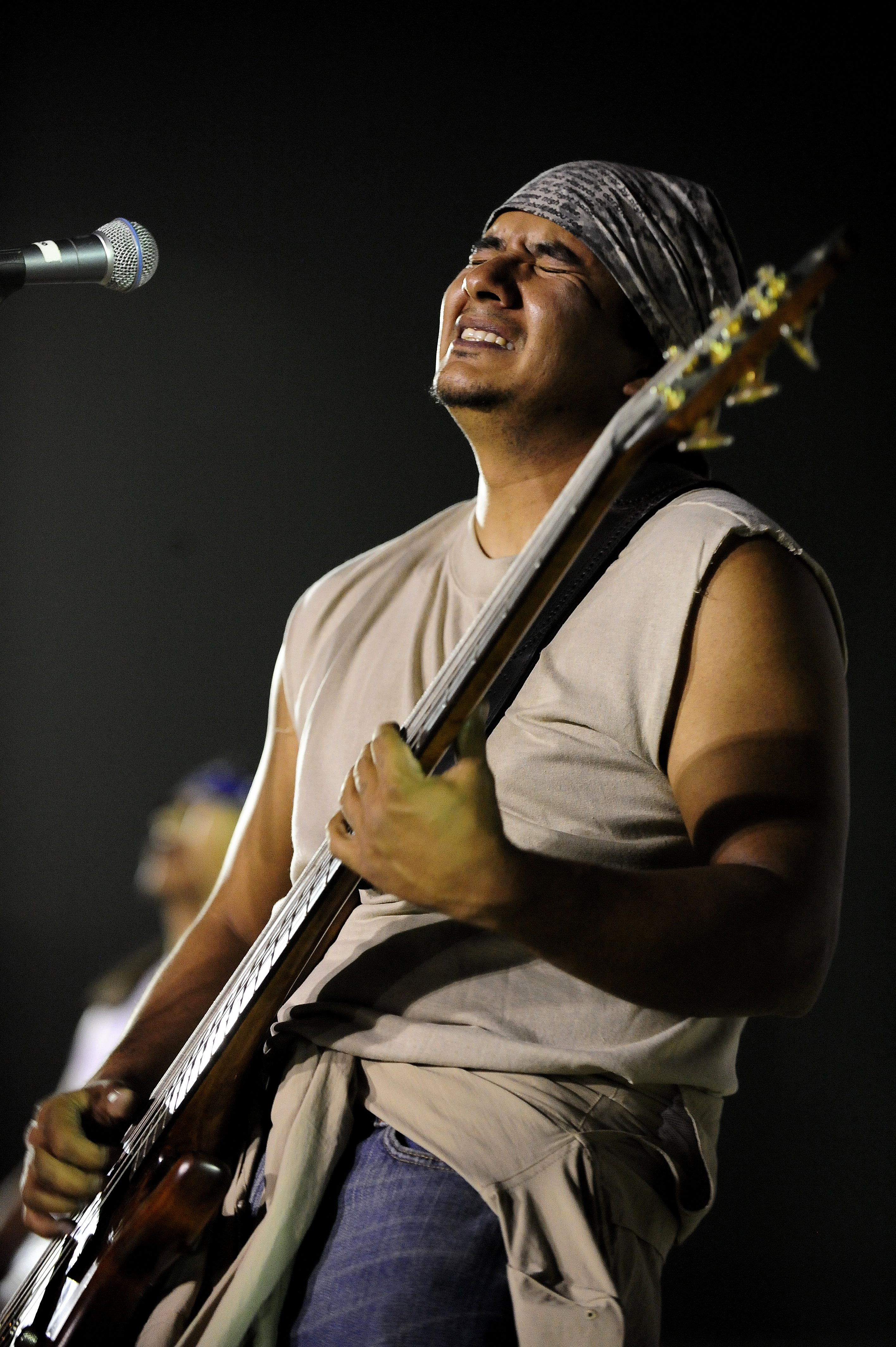
JoJo à la guitare basse
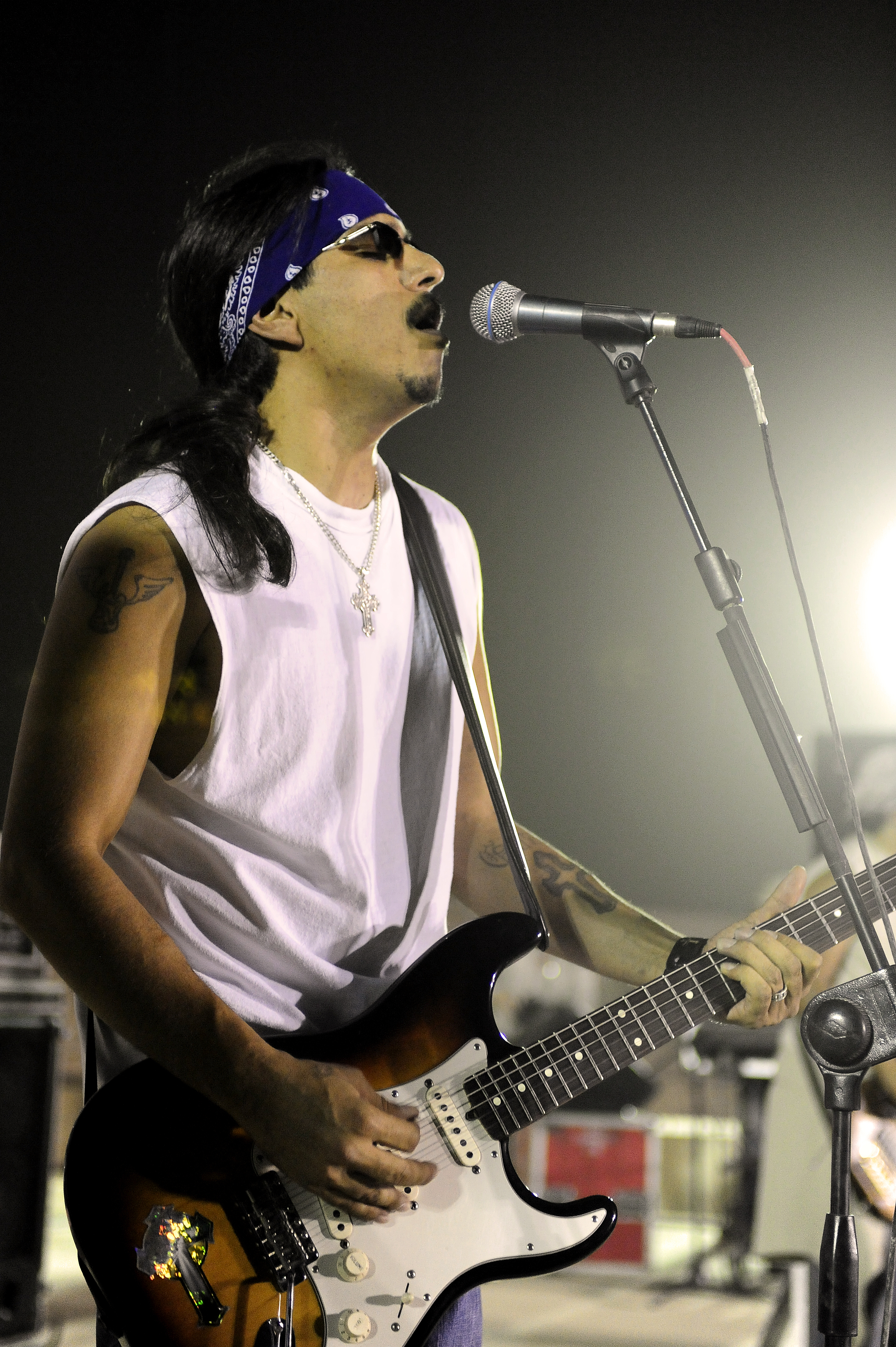
Henry à la guitare et au chant
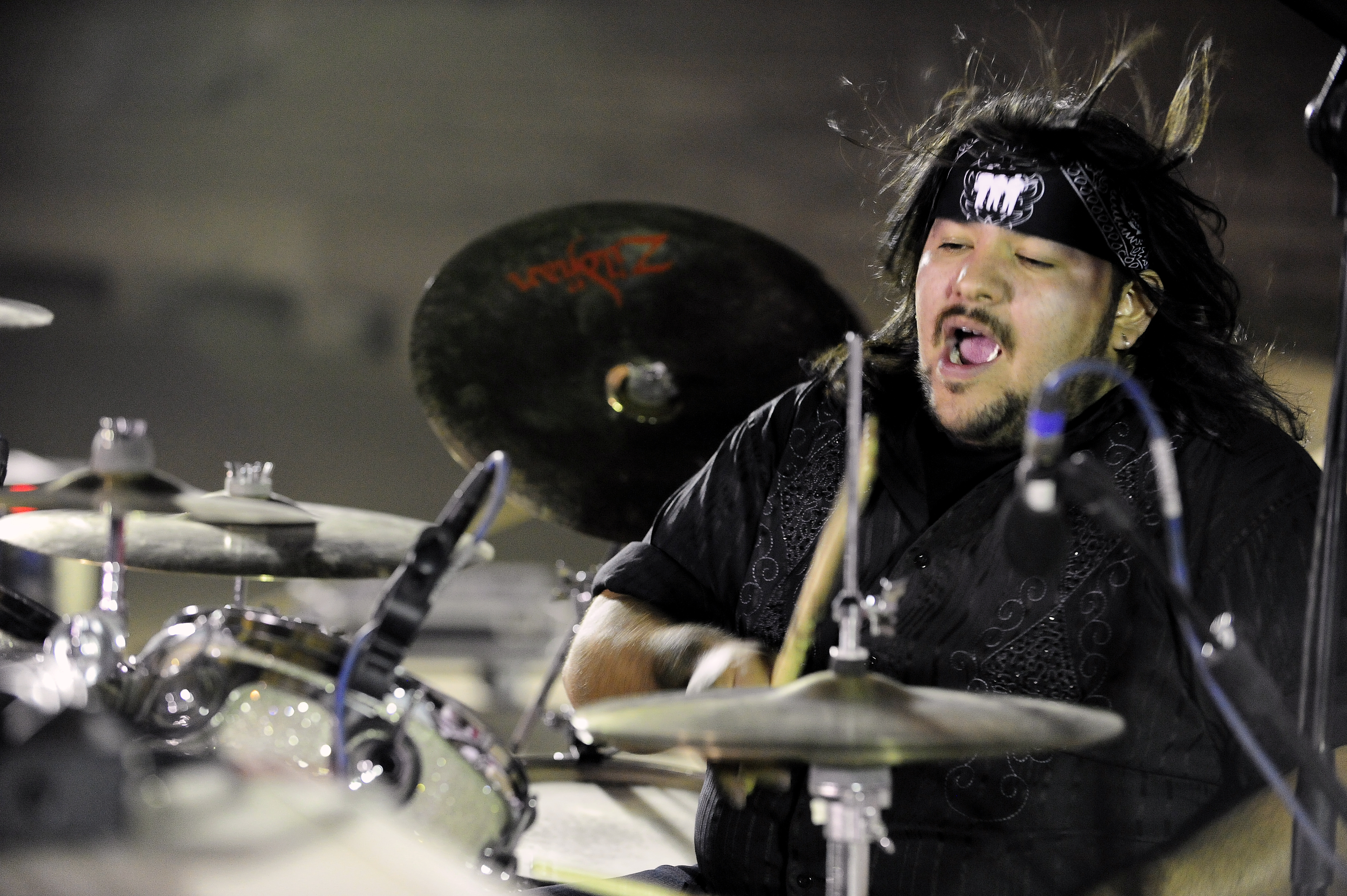
Ringo à la batterie

## Discographie
- Uno Demo (1997)
- Los Lonely Boys (1997)
- Teenage Blues (1998)
- Los Lonely Boys (2004)
- Texican Style (DVD) (2004)
- Live at the Fillmore (2005, live)
- Live at Blue Cat Blues (2000; Released 2005, live)
- Sacred (2006)
- Forgiven (2008)
- Rockpango (2011)